# Apparition
Apparition (Ravel, Barber, Crumb, Szymanowski, Obradors) – wspólny album sopranistki Agaty Zubel i pianisty Krzysztofa Książka z muzyką wokalną XX wieku różnych kompozytorów (Maurice Ravel, Samuel Barber, George Crumb, Karol Szymanowski, Fernando Obradors), wydany 11 października 2019 przez CD Accord (nr kat. ACD 263). Nagroda Fryderyk 2020 w kategorii «Album Roku Recital Solowy».

## Lista utworów
Opracowano na podstawie materiału źródłowego.

### Maurice Ravel - Shéhérazade (1903)
- 1. Asie 9'32
- 2. La flûte enchantée 2'59
- 3. L'indifférent 3'50

### Samuel Barber - 4 Songs Op. 13 (1937–40)
- 4. A Nun Takes the Veil 1'42
- 5. The Secrets of the Old 1'11
- 6. Sure on this Shining Night 2'20
- 7. Nocturne 3'37

### George Crumb - Apparition (1979)
- 8. I. The Night in Silence under Many a Star	2'38
- 9. Vocalise 1: Summer Sounds	1'01
- 10. II. When Lilacs Last in the Dooryard Bloom'd	1'30
- 11. III. Dark Mother Always Gliding Near with Soft Feet	2'20
- 12. Vocalise 2: Invocation	1'29
- 13. IV. Approach Strong Deliveress!	2'10
- 14. Vocalise 3: Death Carol	0'28
- 15. V. Come Lovely and Soothing Death	7'08
- 16. VI. The Night in Silence under Many a Star	3'33

### Karol Szymanowski - Pieśni księżniczki z baśni Op. 31 (1915)
- 17. No 1 Samotny księżyc	3'48
- 18. No 2 Słowik	2'59
- 19. No 4 Taniec	2'01

### Fernando Obradors - Canciones Clásicas Españolas
- 20. Al amor (ed. 1921)	1'01
- 21. Coplas de curro dulce (ed. 1921)	2'48
- 22. El vito (ed. 1941)	1'36